# Amara Karan
Amara Karan (Wimbledon, 1º gennaio 1984) è un'attrice inglese.

## Biografia
Amara Karan (nome completo Amara Karunakaran) nasce a Wimbledon nel 1984 da genitori cingalesi di etnia tamil che si erano trasferiti in Inghilterra due anni prima. Compiuti gli studi alla Wimbledon High School e in seguito alla Università di Oxford, inizia a muovere i primi passi nel teatro fino a quando, nel 2007, fa il suo debutto al cinema nel film Il treno per il Darjeeling. Da allora si divide tra cinema, teatro e televisione.

## Filmografia parziale

### Cinema
- Il treno per il Darjeeling (The Darjeeling Limited), regia di Wes Anderson (2007)
- St. Trinian's, regia di Oliver Parker e Barnaby Thompson (2007)
- The Task, regia di Simon Fellows (2011)
- A Fantastic Fear of Everything, regia di Crispian Mills e Chris Hopewell (2012)
- La mia vita con John F. Donovan (The Death and Life of John F. Donovan), regia di Xavier Dolan (2018)

### Televisione
- Metropolitan Police (The Bill) – serie TV, episodio 23x46 (2007)
- Poirot (Agatha Christie's Poirot) – serie TV, episodio 11x02 (2008)
- Doctor Who – serie TV, episodio 6x11 (2011)
- Kidnap and Ransom – serie TV, 5 episodi (2011-2012)
- The Night Of - Cos'è successo quella notte? (The Night Of) – miniserie TV, 6 puntate (2016)
- The Twilight Zone – serie TV, episodio 1x01 (2019)
- L'ispettore Barnaby (Midsomer Murders) – serie TV, episodio 22x04 (2021)
- Hope Street – serie TV, 10 episodi (2021-in corso)
- Moonhaven – serie TV, 6 episodi (2022-in corso)
- Rapina e fuga (Culprits) – serie TV, 4 episodi (2023)

## Teatro
- La bisbetica domata (Royal Shakespeare Company) nel ruolo di Bianca (2008)
- Il mercante di Venezia (Royal Shakespeare Company) nel ruolo di Jessica (2008)

## Doppiaggio
- Sorella Friede in Dark Souls III: Ashes of Ariandel

## Doppiatrici italiane
- Domitilla D'Amico in Il treno per il Darjeeling, Doctor Who
- Eleonora Reti in The Night Of - Cos'è successo quella notte?
- Gaia Bolognesi in La mia vita con John F. Donovan